# O’Brien (Familienname)
O’Brien ist ein Familienname irischer Herkunft.

## Varianten
- O’Brian
- Ó Briain
- O’Bryan
- Obrien

## Namensträger

### A
- Aidan O’Brien (* 1969), irischer Rennpferdetrainer
- Alan O’Brien (* 1985), irischer Fußballspieler
- Alex O’Brien (* 1970), US-amerikanischer Tennisspieler
- Andrea O’Brien (* 1967), deutsche literarische Übersetzerin
- Andy O’Brien (* 1979), irischer Fußballspieler
- Anne O’Brien, 2. Countess of Orkney († 1756), schottisch-britische Adlige
- Anne O’Brien (Fußballspielerin) (1956–2016), irische Fußballspielerin
- Anne Vrana-O’Brien (1911–2007), amerikanische Sprinterin
- Austin O’Brien (* 1981), US-amerikanischer Schauspieler

### B
- Barbara O’Brien (* 1950), US-amerikanische Politikerin
- Benjamin O’Brien (* 1973), deutsch-britisch-irischer Anästhesist, Intensivmediziner und Hochschullehrer
- Bill O’Brien (* 1969), US-amerikanischer American-Football-Trainer
- Brendan O’Brien (Cricketspieler) (* 1942), irischer Cricketspieler
- Brendan O’Brien (Journalist), irischer Journalist
- Brendan O’Brien (Musikproduzent) (* 1960), US-amerikanischer Musikproduzent, Tonmeister und Musiker
- Brendan O’Brien (Synchronsprecher) (1962–2023), US-amerikanischer Synchronsprecher
- Brendan O’Brien (Drehbuchautor), US-amerikanischer Drehbuchautor
- Brendan Michael O’Brien (* 1943), kanadischer Geistlicher, Erzbischof von Kingston
- Brian O’Brien (1898–1992), US-amerikanischer Physiker

### C
- Callum O’Brien (* 1982), neuseeländischer Squashspieler
- Caragh O’Brien, US-amerikanische Schriftstellerin
- Catherine Amelia O’Brien (1881–1963), irische Glasmalerin
- Cathy O’Brien (Autorin) (* 1957), US-amerikanische Schriftstellerin
- Cathy O’Brien (Leichtathletin) (* 1967), US-amerikanische Marathonläuferin
- Charles O’Brien de Clare (1699–1761), französischer Militär
- Charles O’Brien (1761–1783), irischer großwüchsiger Mensch, siehe Charles Byrne
- Charles O’Brien (Komponist) (1882–1968), schottischer Komponist
- Charles F. X. O’Brien (1879–1940), US-amerikanischer Politiker
- Charles M. O’Brien (1875–1952), kanadischer Politiker
- Charles Richard Mackey O’Brien (1859–1935), britischer Kolonialgouverneur und Oberstleutnant der British Army
- Charlie O’Brien (Rennfahrer) (* 1955), australischer Rennfahrer
- Charlie O’Brien (Baseballspieler) (* 1961), US-amerikanischer Baseballspieler
- Chris O’Brien (1881–1951), US-amerikanischer American-Football-Manager
- Chris O’Brien (Schauspieler), US-amerikanischer Schauspieler
- Colin O’Brien (Fotograf) (1940–2016), britischer Fotograf
- Colin O’Brien (Tennisspieler) (* 1984), irischer Tennisspieler
- Colin O’Brien (Schauspieler) (* 2008), US-amerikanischer Schauspieler
- Conan O’Brien (* 1963), US-amerikanischer Komiker und Moderator
- Connor O’Brien (* 1961), britisch-estnischer Skirennläufer
- Conor Cruise O’Brien (1917–2008), irischer Politiker
- Cornelius O’Brien (1843–1906), kanadischer Geistlicher, römisch-katholischer Erzbischof von Halifax

### D
- Dan O’Brien (* 1966), US-amerikanischer Zehnkämpfer
- Danny O’Brien (* 1969), englischer Technologie-Journalist
- Darcy O’Brien (1939–1998), US-amerikanischer Schriftsteller und Literaturkritiker
- Darragh O’Brien (* 1974), irischer Politiker
- Dave O’Brien (Schauspieler) (1912–1969), US-amerikanischer Schauspieler, Drehbuchautor und Regisseur
- Dave O’Brien (Eishockeyspieler) (* 1962), kanadischer Eishockeyspieler
- Davey O’Brien (1917–1977), US-amerikanischer Footballspieler
- David O’Brien (Schauspieler) (1935–1989), US-amerikanischer Schauspieler
- David O’Brien (Segler) (* 1963), irischer Segelsportler
- David O’Brien (Eishockeyspieler) (* 1966), US-amerikanischer Eishockeyspieler
- David O’Brien (Schwimmer, I), australischer Schwimmer
- David O’Brien (Reiter) (* 1978), irischer Springreiter
- David O’Brien (Schwimmer, 1983) (* 1983), britischer Schwimmer
- Dean O’Brien (* 1990), südafrikanischer Tennisspieler
- Declan O’Brien (1965–2022), US-amerikanischer Regisseur

- Denis O’Brien (Filmproduzent) (1941–2021), US-amerikanischer Filmproduzent
- Denis O’Brien (Politiker) (1837–1909), US-amerikanischer Jurist und Politiker
- Denis O’Brien (Philosophiehistoriker) (* 1936), britischer Philosophiehistoriker
- Denis O’Brien (Unternehmer) (* 1958), irischer Unternehmer
- Denis Patrick O’Brien (* 1936), britischer Ökonom
- Dennis O’Brien (Dennis Francis O’Brien; * 1949), kanadischer Eishockeyspieler
- Desmond O’Brien (1919–2005), irischer Rugby-Union-Spieler
- Diana Gabrielle O’Brien († 2008), kanadisches Model
- Dominic O’Brien (* 1957), englischer Gedächtnisweltmeister und Autor
- Donald O’Brien (1930–2018), irisch-französischer Schauspieler
- Dylan O’Brien (* 1991), US-amerikanischer Schauspieler

### E
- Ed O’Brien (* 1968), britischer Musiker, siehe Radiohead
- Eddie O’Brien (Baseballspieler) (1930–2014), US-amerikanischer Baseballspieler
- Eddie O’Brien (Hurler) (* 1945), irischer Hurler
- Edmond O’Brien (1915–1985), US-amerikanischer Schauspieler
- Edna O’Brien (1930–2024), irische Schriftstellerin
- Edward O’Brien, 2. Baronet (1705–1765), irischer Adliger und Politiker
- Edward O’Brien, 4. Baronet (1773–1837), irischer Adliger und Politiker
- Edward O’Brien, 14. Baron Inchiquin (1839–1900), irischer Adliger und Politiker
- Edward O’Brien (Leichtathlet) (1914–1976), US-amerikanischer Leichtathlet
- Edward O’Brien (IRA-Mitglied) (1974–1996), irisches IRA-Mitglied
- Edward Joseph Harrington O’Brien (1890–1941), US-amerikanischer Schriftsteller
- Edwin Frederick O’Brien (* 1939), US-amerikanischer Geistlicher, Erzbischof von Baltimore, Kurienkardinal
- Eoin O’Brien, irischer Schauspieler und Stuntman
- Eris Norman Michael O’Brien (1895–1974), australischer Geistlicher und Historiker
- Eugene O’Brien (* 1964), britischer Autorennfahrer

### F
- Fergal O’Brien (* 1972), irischer Snookerspieler
- Fergus O’Brien (1930–2016), irischer Politiker
- Fitz-James O’Brien (1828–1862), irischer Schriftsteller
- Flann O’Brien (1911–1966), irischer Schriftsteller, siehe Brian O’Nolan
- Floyd O’Brien (1904–1968), US-amerikanischer Jazzposaunist
- Flynn O’Brien (* 1998), neuseeländischer Fußballspieler
- Francis O’Brien (* 1943), irischer Politiker
- Franz Obrien (1815–1902), deutscher Bildnis-, Genre- und Landschaftsmaler

### G
- George O’Brien (Fußballspieler, 1880) (1880–??), englischer Fußballspieler
- George O’Brien (1899–1985), US-amerikanischer Schauspieler
- George O’Brien (Cricketspieler) (* 1984), bermudischer Cricketspieler
- George O’Brien (Fußballspieler) (1935–2020), schottischer Fußballspieler
- George O’Brien (Fußballspieler, 1939) (1939–1995), englischer Fußballspieler
- George O’Brien (Radsportler) (* 1935), britischer Radrennfahrer
- George D. O’Brien (1900–1957), US-amerikanischer Politiker
- George M. O’Brien (1917–1986), US-amerikanischer Politiker
- George Thomas Michael O’Brien (1844–1906), britischer Kolonialgouverneur
- Glenn O’Brien (1947–2017), US-amerikanischer Journalist

### H
- Hannah O’Brien, Pseudonym von Hannelore Hippe (* 1951), deutsche Schriftstellerin
- Henry O’Brien, 7. Earl of Thomond (auch Lord Ibrackan; um 1620–1691), irischer Adliger
- Henry O’Brien, Lord Ibrackan (auch Lord O’Brien; um 1642–1678), irischer Adliger
- Henry O’Brien (Altertumsforscher) (1808–1835), britischer Altertumsforscher
- Henry O’Brien (Radsportler) (Henry Vincent O’Brien, Jr.; 1910–1973), US-amerikanischer Radsportler
- Henry Horatio O’Brien, Lord Ibrackan (auch Lord O’Brien; um 1670–1690), irischer Adliger
- Henry Joseph O’Brien (1896–1976), US-amerikanischer Geistlicher, Erzbischof von Hartford
- Hod O’Brien (1936–2016), US-amerikanischer Jazzpianist

### I
- Ian O’Brien (* 1947), australischer Schwimmer
- Ian O’Brien-Docker (* 1977), deutscher Pop-Rock-Musiker
- Ita O’Brien (* 1964), britische Intimitätskoordinatorin

### J
- Jake O’Brien (* 2001), irischer Fußballspieler
- James O’Brien (Politiker, 1841) (1841–1907), US-amerikanischer Politiker (New York)
- James O’Brien (Botaniker) (1842–1930), britischer Botaniker und Gärtner
- James O’Brien (Politiker, 1874) (Peter James O’Brien; 1874–1947), neuseeländischer Politiker (NZLP)
- James O’Brien (Leichtathlet) (1925–1988), kanadischer Sprinter
- James O’Brien (Journalist) (* 1972), britischer Journalist
- James O’Brien (Fußballspieler) (* 1987), irischer Fußballspieler schottischer Herkunft
- James Bronterre O’Brien (1805–1864), irischer Arbeiterführer
- James F. O’Brien (* 1941), US-amerikanischer Chemiker und Hochschullehrer
- James Francis Xavier O’Brien (* 1952), US-amerikanischer Basketballtrainer
- James H. O’Brien (1860–1924), US-amerikanischer Politiker
- James Joseph O’Brien (1930–2007), britischer Geistlicher, Weihbischof in Westminster
- Jay O’Brien (1883–1940), US-amerikanischer Bobsportler
- Jeremiah O’Brien (Marineoffizier) (1744–1818), US-amerikanischer Marineoffizier
- Jeremiah O’Brien (Politiker) (1778–1858), US-amerikanischer Politiker
- Jim O’Brien (Regisseur) (1947–2012), britischer Regisseur
- Jim O’Brien (Footballspieler) (* 1947), US-amerikanischer American-Football-Spieler
- Jim O’Brien (Basketballspieler) (James M. O’Brien; * 1951), US-amerikanischer Basketballspieler
- Jim O’Brien (Eishockeyspieler) (James Patrick O’Brien; * 1989), US-amerikanischer Eishockeyspieler
- Joan O’Brien (1936–2025), US-amerikanische Schauspielerin und Sängerin
- Joe O’Brien, irischer Politiker (GP)
- Joey O’Brien (* 1986), irischer Fußballspieler
- Johann von O’Brien (1775–1830), österreichisch-ungarischer Militärführer
- John O’Brien (Bischof) († 1767), irischer Geistlicher, Bischof von Cork und Cloyne
- John O’Brien (Politiker, 1794) (1794–1855), irischer Politiker
- John O’Brien (Politiker, 1847) (1847–1917), kanadischer Politiker
- John O’Brien (Politiker, 1866) (1866–1932), australischer Politiker
- John O’Brien (Basketballfunktionär) (1888–1967), US-amerikanischer Basketballfunktionär und -schiedsrichter
- John O’Brien (Mediziner) (1915–2002), britischer Hämatologe
- John O’Brien (Basketballspieler) (1916–1994), US-amerikanischer Basketballspieler
- John O’Brien (Admiral) (1918–1996), kanadischer Vizeadmiral
- John O’Brien (Ruderer) (1927–1995), neuseeländischer Ruderer
- John O’Brien (Wasserballspieler) (1931–2020), australischer Wasserballspieler
- John O’Brien (Politiker, 1932) (1932–1985), US-amerikanischer Politiker
- John O’Brien (Schriftsteller) (1960–1994), US-amerikanischer Schriftsteller
- John O’Brien (Politiker, 1962) (* 1962), US-amerikanischer Filmregisseur und Politiker
- John O’Brien (Fußballspieler) (* 1977), US-amerikanischer Fußballspieler
- John O’Brien-Docker (1938–2017), britischer Musiker, Songwriter, Arrangeur und Bandleader
- John A. O’Brien († vor 1962), US-amerikanischer Politiker
- John Ambrose O’Brien (1885–1968), kanadischer Industrieller
- John B. O’Brien (1884–1936), US-amerikanischer Schauspieler und Filmregisseur
- John F. O’Brien (um 1857–1927), US-amerikanischer Geschäftsmann und Politiker
- John L. O’Brien (1911–2007), US-amerikanischer Politiker
- John P. O’Brien (1873–1951), US-amerikanischer Politiker
- John P. O’Brien (Übersetzer) (* 1963), britischer Übersetzer und Poet
- Jonathan O’Brien (* 1971), irischer Politiker
- Joseph O’Brien († 1945), US-amerikanischer Filmproduzent, Filmregisseur und Filmeditor
- Joseph J. O’Brien (1897–1953), US-amerikanischer Politiker

### K
- Kate O’Brien (Sportlerin) (* 1988), kanadische Bob- und Bahnradsportlerin
- Kate O’Brien (1897–1974), irische Schriftstellerin
- Katharine O’Brien, US-amerikanische Regisseurin und Drehbuchautorin
- Kathleen O’Brien (1906–1978), neuseeländische Tanzlehrerin, Radiomoderatorin und Filmregisseurin
- Katie O’Brien (* 1986), britische Tennisspielerin
- Keith Patrick O’Brien (1938–2018), schottischer römisch-katholischer Geistlicher, Erzbischof und Kardinal
- Kelland O’Brien (* 1998), australischer Radsportler
- Kerry O’Brien (* 1946), australischer Leichtathlet
- Kevin F. O’Brien (* 1966), US-amerikanischer Jesuit, Schriftsteller und Friedensaktivist
- Kieran O’Brien (* 1973), britischer Schauspieler
- Kristine O’Brien (* 1991), US-amerikanische Ruderin

### L
- Larry O’Brien (Politiker, 1917) (Lawrence Francis O’Brien; 1917–1990), US-amerikanischer Politiker
- Larry O’Brien (Politiker, 1949) (Lawrence Robert O’Brien; * 1949), kanadischer Politiker, Bürgermeister von Ottawa
- Leah O’Brien (Leah Marie O’Brien-Amico; * 1974), US-amerikanische Softballspielerin
- Leo W. O’Brien (1900–1982), US-amerikanischer Politiker
- Leonard O’Brien (1904–1939), US-amerikanischer Hockeyspieler
- Leslie O’Brien, Baron O’Brien of Lothbury (1908–1995), britischer Adliger und Bankier
- Lewis O’Brien (* 1998), englischer Fußballspieler
- Liam O’Brien (Drehbuchautor) (1913–1996), US-amerikanischer Drehbuchautor
- Liam O’Brien (Leichtathlet) (* 1954), irischer Leichtathlet
- Liam O’Brien (Fußballspieler, 1964) (* 1964), irischer Fußballspieler
- Liam O’Brien (Synchronsprecher) (* 1976), US-amerikanischer Synchronsprecher
- Liam O’Brien (Fußballspieler, 1991) (* 1991), englischer Fußballspieler
- Liam O’Brien (Eishockeyspieler) (* 1994), kanadischer Eishockeyspieler

### M
- Maeve O’Brien-Kelly (* 1930), irische Autorin
- Mark O’Brien (Schriftsteller) (1949–1999), US-amerikanischer Schriftsteller und Journalist
- Mark O’Brien (Schauspieler) (* 1984), kanadischer Schauspieler, Filmregisseur und Drehbuchautor
- Mark O’Brien (Radsportler) (* 1987), australischer Radsportler
- Mark O’Brien (Fußballspieler) (* 1992), irischer Fußballspieler
- Margaret O’Brien (* 1937), US-amerikanische Schauspielerin
- Mary O’Brien, 3. Countess of Orkney (um 1721–1791), britische Adlige
- Maureen O’Brien (* 1943), britische Schauspielerin
- Michael O’Brien (Historiker, 1943) (* 1943), US-amerikanischer Historiker
- Michael O’Brien (Historiker, 1948) (1948–2015), britischer Historiker
- Michael O’Brien (Schriftsteller) (* 1948), kanadischer Schriftsteller und Sachbuchautor
- Michael O’Brien (Fotograf) (* 1950), US-amerikanischer Fotograf
- Michael O’Brien (Boxer) (* 1954), australischer Boxer
- Michael O’Brien (Schwimmer) (Mike O’Brien; * 1965), US-amerikanischer Schwimmer
- Michael J. O’Brien (Politiker, 1939) (* 1939), US-amerikanischer Politiker
- Michael J. O’Brien (Archäologe) (* 1950), US-amerikanischer Archäologe
- Michael J. O’Brien (Politiker, 1955) (* 1955), US-amerikanischer Politiker
- Michael Joseph O’Brien (1874–1943), kanadischer römisch-katholischer Geistlicher, Erzbischof von Kingston
- Michaeley O’Brien, australische Drehbuchautorin
- Mike O’Brien (Politiker, 1954) (* 1954), britischer Politiker (Labour Party)
- Mike O’Brien (Politiker, II), kanadischer Politiker, Bürgermeister von Fredericton
- Mike O’Brien (Schauspieler) (* 1976), US-amerikanischer Schauspieler und Comedian
- Mike O’Brien (Hurlingspieler) (* 1978), irischer Hurlingspieler
- Miriam Hederman O’Brien (* 1932), irische Juristin
- Molly O’Brien, US-amerikanische Filmproduzentin und -regisseurin
- Murrough O’Brien, 1. Earl of Inchiquin (1618–1674), irischer Adliger
- Murrough O’Brien, 1. Earl of Thomond († 1551), irischer Adliger, letzter König von Thomond
- Murrough O’Brien, 1. Marquess of Thomond (1726–1808), irisch-britischer Adliger und Politiker
- Murrough O’Brien, 3. Baron Inchiquin (1550–1574), irischer Adliger
- Murrough O’Brien, 4. Baron Inchiquin (1563–1597), irischer Adliger

### N
- Nina O’Brien (* 1997), US-amerikanische Skirennläuferin
- Nora Connolly O’Brien (1892–1981), irische Revolutionärin

### O
- Olivia O’Brien (* 1999), US-amerikanische Sängerin und Songwriterin
- Oscar O’Brien (1892–1958), kanadischer Arrangeur, Komponist, Organist, Pianist und Musikpädagoge

### P
- Paidi O’Brien (* 1984), irischer Radrennfahrer
- Paddy O’Brien (* 1959), neuseeländischer Rugby-Union-Schiedsrichter
- Paris O’Brien (* 2000), chinesisch-kanadischer Eishockeytorwart
- Parry O’Brien (1932–2007), US-amerikanischer Leichtathlet
- Pat O’Brien (Politiker, 1847) (1847–1917), irischer Politiker
- Pat O’Brien (Schauspieler) (1899–1983), US-amerikanischer Schauspieler
- Pat O’Brien (Politiker) (* 1948), kanadischer Politiker
- Pat O’Brien (Moderator) (* 1948), US-amerikanischer Sportkommentator und Fernsehmoderator
- Pat O’Brien (Gitarrist) (* 1965), US-amerikanischer Rockgitarrist
- Patrick O’Brien (Politiker, 1817) (1817–1887), australischer Politiker
- Patrick O’Brien, 2. Baronet (1823–1895), irischer Politiker
- Patrick O’Brien (Politikwissenschaftler) (1937–1998), australischer Politikwissenschaftler
- Patrick O’Brien (Musiker) (1947–2014), US-amerikanischer klassischer Gitarrist und Lautenist
- Patrick Joseph O’Brien (1835–1911), irischer Politiker
- Patrick K. O’Brien (* 1932), britischer Historiker
- Patrick Thomas O’Brien (* 1951), US-amerikanischer Schauspieler
- Patrick Wayne O’Brien (* 1948), kanadischer Politiker
- Paul O’Brien (Lehrer) (ca. 1763–1820), irischer Priester, Lehrer und Sprachwissenschaftler
- Paul O’Brien (Chemiker) (1954–2018), britischer Chemiker
- Paul O’Brien (Sänger) (* 1966), englischer Sänger, Songwriter und Instrumentalist
- Paul O’Brien (Reiter) (* 1968), neuseeländischer Reiter
- Paul O’Brien (Schauspieler) (* 1978), südafrikanischer Schauspieler
- Percy Wyndham-O’Brien, 1. Earl of Thomond († 1774), irischer Peer und britischer Politiker
- Peter O’Brien (* 1960), australischer Schauspieler
- Peter James O’Brien (1874–1947), neuseeländischer Politiker (NZLP), siehe James O’Brien (Politiker, 1874)
- Philadelphia Jack O’Brien (1878–1942), US-amerikanischer Boxer (Halbschwergewicht), Weltmeister

### R
- Rebecca O’Brien (* 1957), britische Filmproduzentin
- Remy O’Brien, US-amerikanische Schauspielerin
- Richard O’Brien (* 1942), britischer Schauspieler, Autor und Komponist
- Robert O’Brien (Manager) (Robert H. O’Brien; 1907–1997), US-amerikanischer Medienmanager
- Robert O’Brien (Rennfahrer) (1908–1987), US-amerikanischer Autorennfahrer
- Robert O’Brien (Drehbuchautor) (1918–2005), US-amerikanischer Drehbuchautor
- Robert O’Brien (Kanute) (* 1933), US-amerikanischer Kanute
- Robert C. O’Brien (Schriftsteller) (1918–1973), US-amerikanischer Schriftsteller und Journalist
- Robert C. O’Brien (Jurist) (Robert Charles O’Brien; * 1966), US-amerikanischer Anwalt und Sicherheitsberater
- Robert Lincoln O’Brien (1865–1955), US-amerikanischer Journalist
- Ron O’Brien (1938–2024), US-amerikanischer Wasserspringer und Wassersprungtrainer
- Ruairí O’Brien (* 1962), irischer Architekt und Künstler

### S
- S. K. O’Brien-Coker, gambischer Richter
- Sean O’Brien (Schriftsteller) (* 1952), britischer Schriftsteller, Dichter und Kritiker
- Sean O’Brien (Eishockeyspieler) (* 1972), US-amerikanischer Eishockeyspieler
- Sean O’Brien (Rugbyspieler, 1987) (* 1987), irischer Rugby-Union-Spieler
- Sean O’Brien (Rugbyspieler, 1994) (* 1994), irischer Rugby-Union-Spieler
- Shane O’Brien (Ruderer) (* 1960), neuseeländischer Ruderer
- Shane O’Brien (Eishockeyspieler) (* 1983), kanadischer Eishockeyspieler
- Shaun O’Brien (* 1969), australischer Radrennfahrer
- Shauna O’Brien (Schauspielerin) (* 1970), US-amerikanische Schauspielerin und Model
- Shauna O’Brien (Musikproduzentin), US-amerikanische Musikproduzentin
- Shauna O’Brien (Regisseurin), US-amerikanische Fernsehproduzentin und -regisseurin
- Sheila O’Brien (1902–1983), US-amerikanische Kostümbildnerin
- Skip O’Brien (1950–2011), US-amerikanischer Schauspieler
- Soledad O’Brien (* 1966), US-amerikanische Journalistin
- Spencer O’Brien (* 1988), kanadische Snowboarderin
- Stephen O’Brien (* 1957), britischer Politiker und Diplomat

### T
- Terence O’Brien (Bischof) (1600–1651), Dominikaner und katholischer Bischof von Emly (1647–1651)
- Terence O’Brien (Ruderer) (1906–1982), britischer Ruderer
- Terence O’Brien (Diplomat) (1921–2006), britischer Diplomat
- Terry O’Brien (* 1943), US-amerikanischer Rennrodler
- Thomas O’Brien (Bischof) (1792–1874), irischer Geistlicher, Bischof von Ossory, Ferns and Leighlin
- Thomas J. O’Brien (Diplomat) (1842–1933), US-amerikanischer Diplomat
- Thomas J. O’Brien (Politiker) (1878–1964), US-amerikanischer Politiker
- Thomas J. O’Brien (Bischof) (1935–2018), US-amerikanischer Priester, Bischof von Phoenix
- Thomas Kevin O’Brien (1923–2004), englischer katholischer Bischof
- Tim O’Brien (Autor) (* 1946), US-amerikanischer Autor
- Tim O’Brien (Musiker) (* 1954), US-amerikanischer Musiker
- Timothy O’Brien (1787–1862), irischer Kaufmann und Politiker
- Tina O’Brien (* 1983), britische Schauspielerin

### V
- Vanessa O’Brien (* 1964), britisch-amerikanische Bergsteigerin
- Vincent O’Brien (1917–2009), irischer Rennpferdetrainer

### W
- Walter O’Brien (* 1975), irischer Geschäftsmann und Informatiker
- Willis O’Brien (1886–1962), US-amerikanischer Trickeffekte-Spezialist
- William O’Brien, 4. Earl of Inchiquin (1700–1777), irischer Politiker
- William O’Brien (Politiker, 1852) (1852–1928), irischer Politiker
- William O’Brien (Politiker) (1881–1968), irischer Politiker und Gewerkschafter
- William O’Brien (Admiral) (* 1916), britischer Admiral
- William O’Brien (Politiker, 1918) (1918–1994), irischer Politiker
- William B. O’Brien († 2014), US-amerikanischer Priester und Suchttherapeut
- William David O’Brien (1878–1962), US-amerikanischer Geistlicher, Weihbischof in Chicago
- William J. O’Brien (1836–1905), US-amerikanischer Politiker
- William L. O’Brien (* 1951), US-amerikanischer Rechtsanwalt und Politiker
- William Smith O’Brien (Politiker, 1803) (1803–1864), irischer Politiker
- William Smith O’Brien (Politiker, 1862) (1862–1948), US-amerikanischer Politiker (West Virginia)

### Fiktive Personen
- Miles Edward O’Brien (2347–?), Fiktiver Charakter in Star Trek: Das Nächste Jahrhundert und Star Trek: Deep Space Nine